# Escuela de Música de la Universidad Mahidol
La Escuela de Música de la Universidad Mahidol (en tailandés: วิทยาลัยดุริยางคศิลป์ มหาวิทยาลัยมหิดล) es una escuela de música en los suburbios al oeste de Bangkok, Tailandia. El Colegio de Música Mahidol es una escuela profesional dentro de la Universidad de Mahidol. Fue establecido en 1994 por la propia institución universitarial, bajo la dirección de Sugree Charoensook. Hoy en día, hay más de 1.300 estudiantes matriculados en los diferentes niveles preuniversitario, de pregrado y postgrado de la Escuela Superior de Música (aproximadamente 300 preuniversitario, 750 estudiantes de pregrado y 250 estudiantes de posgrado). 